# Parque Eólico Lagoa do Mato
O parque eólico Lagoa do Mato é um empreendimento eólico localizado no município de Aracati, Ceará. Construído, e inicialmente operado, pela Rosa dos Ventos, possui uma potência instalada de 4,2 MW e dois aerogeradores.